# Andrea de León
Andrea Jetzary de León Darán (* 10. Dezember 1997) ist eine mexikanische Handballspielerin, die im Hallenhandball ebenso wie in der Disziplin Beachhandball als Abwehrspielerin mexikanische Nationalspielerin ist.
De León studierte Architektur am Tecnológico Nacional de México.

## Hallenhandball
Andrea de León spielt schon seit der Jugend für das Instituto Superior de Educación Normal de Colima (ISENCO) in Colima. Colima ist eine der Hochburgen Mexikos im Handball. 2021 erreichte sie mit ihrer Mannschaft das Finale eines internationalen Turniers in Aguascalientes und 2022 ebenfalls das Finale um die nationale Meisterschaft.
Mit der A-Nationalmannschaft nahm de León 2014 gemeinsam mit ihrer Vereinskameradin Edna Uresty an der IHF Trophy für den Raum Nordamerika und die Karibik in Salinas teil und gewann die Goldmedaille im Finale über die Mannschaft der Vereinigten Staaten.

## Beachhandball
Ihre weitaus größeren Erfolge feierte de León bislang im Beachhandball. 2019 gewann sie bei den das erste Mal ausgetragenen Nordamerika- und Karibikmeisterschaften 2019 in Chaguanas auf Trinidad und Tobago mit Mexiko nach einer Finalniederlage gegen die USA die Silbermedaille. Damit war die erneute Qualifikation für die Weltmeisterschaften 2020 in Pescara verbunden, die jedoch aufgrund der COVID-19-Pandemie ausfielen.
Nach einer längeren Spielpause durch die Pandemie lief der internationale Spielbetrieb für Mexiko erst wieder zu den Nor.Ca. Beach Handball Championships 2022 an. Dieses Mal erreichte de León mit Mexiko erneut das Finale gegen die USA, konnte dieses aber nun gewinnen und den Titel vor eigenem Publikum in Acapulco holen. Damit qualifizierte sich Mexiko nicht nur für die Weltmeisterschaften 2022 in Iraklio auf Kreta, sondern auch für die World Games 2022 in Birmingham und die erstmals ausgetragenen Beachgames Zentralamerikas und der Karibik 2022 in Santa Marta, Kolumbien. Bei der WM verlor Mexiko alle seine drei Vorrundenspiele und konnte auch in der Trostrunde einzig gegen Australien eines der Spiele gewinnen. Auch bei den Platzierungsspielen folgten zunächst Niederlagen gegen Thailand und Vietnam, womit Mexiko nur dank eines abschließenden erneuten Sieges über Australien den letzten Platz vermied.
Nur etwa zwei Wochen später folgten schon die World Games. de León verlor mit Mexiko vier der fünf Gruppenspiele und auch im anschließenden Spiel um den fünften und damit vorletzten Rang wurde einzig wie bei der WM Australien geschlagen. Jahresabschluss wurde das Turnier bei den Central American and Caribbean Sea and Beach Games. Mexiko gewann hier die ersten vier seiner fünf Vorrundenspiele und verlor nur das letzte Spiel gegen Puerto Rico, nachdem der erste Platz nicht mehr zu nehmen war. Nach einem etwas wackeligen Sieg im Halbfinale über die Dominikanische Republik stand ein sicherer Sieg im Finale über die Gastgeberinnen aus Venezuela und damit der zweite Titelgewinn des Jahres. De León erzielte im Turnierverlauf 14 Punkte in den sieben Spielen. Alle Punkte erzielte sie im Halbfinalspiel gegen die Dominikanische Republik, wo sie einmal nicht in der Abwehr, sondern in der Offensive zum Einsatz kam und nach Adela Valenzuela zweitbeste Werferin ihrer Mannschaft war.

## Erfolge
| World Games - 2022: 5. Weltmeisterschaften - 2022: 15. | Nordamerika- und Karibikmeisterschaften - 2019: 2. - 2022: 1. Beachgames Zentralamerikas und der Karibik - 2022: 1. | IHF Trophy - 2014: 1. |

## Belege und Anmerkungen
1. ↑  Andrea de León, la estudiante seleccionada para los Juegos Mundiales de Playa - Deportivas - Tecnológico Nacional de México. Abgerufen am 5. Januar 2023.
2. ↑  https://www.colimanoticias.com/eliminado-el-handball-colimense/
3. ↑  Candelario González: Va Club Colima Femenil por el Oro en el Internacional de Clubes de Handball. In: MAG Deportes. 18. Dezember 2021, abgerufen am 5. Januar 2023 (spanisch).
Cesar Miguel Ponce Pérez: Subcampeonas en torneo de clubes. In: Deporte Colima. 20. Dezember 2021, abgerufen am 5. Januar 2023 (spanisch).
Candelario González: Quedó 2º Colima Femenil en Internacional de Clubes de Handball. In: MAG Deportes. 22. Dezember 2021, abgerufen am 5. Januar 2023 (spanisch).
4. ↑  Colima a dos finales del Nacional Premier de Handball, en Jalisco. Abgerufen am 5. Januar 2023 (spanisch).
5. ↑  Afmedios / Ulises Morfín: México, cerca de las finales en ambas ramas en el IHF Trophy de Handball. In: AFmedios .- Agencia de Noticias. Abgerufen am 5. Januar 2023 (spanisch).
Candeportes: Candeportes: HANDBALL: Arranca México con Triunfo y Derrota el IHF Trophy. In: Candeportes. 28. Oktober 2014, abgerufen am 5. Januar 2023.
6. ↑  IHF | USA double-winners in the Caribbean. Abgerufen am 2. Dezember 2022.
7. ↑  Clasifica México al Mundial de Handball de Playa en Italia 2020. In: contextocolima.com. 15. Juli 2019, abgerufen am 5. Januar 2023 (spanisch).
8. ↑  Va Colima y México al mundial de handball de playa femenil, en Grecia. Abgerufen am 19. November 2022 (spanisch).
9. ↑  Mexikanische Delegation (Memento vom 18. November 2022 im Internet Archive)
10. ↑  Mexikanische Kader bei den Beachgames Zentralamerikas und der Karibik 2022
11. ↑  Candelario González: Hubo más Brillo Colimote en el Mundial de Handball Playa, Ahora con Claudia Macías. In: MAG Deportes. 5. Juli 2022, abgerufen am 4. Januar 2023 (spanisch).
12. ↑  https://www.santamarta2022.com/deportista/atleta/465169#/ficha/465169
13. ↑  Llevan Colimenses a México a ganar oro en Juegos Centroamericanos y del Caribe. Abgerufen am 30. Dezember 2022.
14. ↑  Wilson Sosa avanza a semifinales; Balonmano divide honores en ambas ramas. Abgerufen am 5. Januar 2023 (spanisch).

| Personendaten    | Personendaten                                      |
| ---------------- | -------------------------------------------------- |
| NAME             | León, Andrea de                                    |
| ALTERNATIVNAMEN  | León Darán, Andrea Jetzary de (vollständiger Name) |
| KURZBESCHREIBUNG | mexikanische Handballspielerin                     |
| GEBURTSDATUM     | 10. Dezember 1997                                  |